# Hệ thống giải đấu bóng đá Đức
Hệ thống giải đấu bóng đá Đức là một hệ thống thi đấu của các câu lạc bộ bóng đá ở Đức, theo mô hình kim tự tháp lên xuống hạng. Mùa 2016-17 bao gồm 2.235 đơn vị thi đấu chứa 31.645 đội, trong đó tất cả các hạng đấu liên kết với nhau bởi các nguyên tắc thăng hạng và xuống hạng. Ba hạng đấu cao nhất là các câu lạc bộ chuyên nghiệp. Hạng bốn và năm là các câu lạc bộ bán chuyên nghiệp, được chia thành năm khu vực thi đấu. Các hạng đấu thấp hơn là các đội nghiệp dư, thi đấu theo từng tiểu bang. Các đội hàng đầu mỗi hạng đấu sẽ được thăng hạng, trong khi các đội xếp cuối hạng đấu sẽ phải rớt hạng. Về lý thuyết, ngay cả những câu lạc bộ nghiệp dư ở hạng thấp nhất cũng có thể trở thành nhà vô địch bóng đá Đức vào một ngày nào đó. Số lượng các đội lên và xuống hạng giữa các đơn vị khác nhau, và việc thăng cấp lên cấp cao của kim tự tháp thường phụ thuộc vào việc đáp ứng được các tiêu chí bổ sung, đặc biệt là về cơ sở vật chất và tài chính thích hợp.  

## Cấu trúc
Hệ thống giải đấu bóng đá Đức được tổ chức dưới sự quản lý của Hiệp hội bóng đá Đức trên toàn quốc và cơ quan chuyên môn Deutsche Fußball Liga, cùng với năm hiệp hội khu vực và 21 hiệp hội bang của họ.
Trên cùng của hệ thống là giải đấu cấp độ một Bundesliga và cấp độ hai 2. Bundesliga. Dưới hai hạng đấu cao nhất là giải đấu cấp độ ba 3. Liga, hạng đấu chuyên nghiệp thấp nhất ở Đức, do chính Hiệp hội bóng đá Đức tổ chức. 
Cấp độ bốn Regionalliga được chia làm 5 đơn vị khu vực, thường được tổ chức bởi một hoặc hai trong số năm hiệp hội khu vực của Hiệp hội bóng đá Đức, đó là Hiệp hội bóng đá Bắc Đức, Hiệp hội bóng đá Đông Bắc Đức, Hiệp hội bóng đá Tây Đức, Hiệp hội bóng đá khu vực Tây Nam Đức và Hiệp hội bóng đá Nam Đức. Đối với Bavaria là Hiệp hội bóng đá Bavaria, một hiệp hội bang thành viên của Hiệp hội bóng đá Nam Đức, điều hành hạng đấu hàng đầu của họ dưới thẩm quyền của họ.
Bắt đầu từ cấp độ năm, các hạng đấu nghiệp dư thường được quản lý bởi 21 hiệp hội bang. Đối với Hiệp hội bóng đá Đông Bắc Đức và Hiệp hội bóng đá khu vực Tây Nam, cả hai cơ quan khu vực vẫn điều hành các giải đấu cấp độ năm dưới thẩm quyền của họ và các hạng đấu của các hiệp hội thành viên bang của họ do đó bắt đầu từ cấp độ sáu.
| Cấp độ | Giải đấu | Giải đấu | Giải đấu | Giải đấu | Giải đấu | Giải đấu | Giải đấu |
| ------ | --- | --- | --- | --- | --- | --- | --- |
| 1      | Bundesliga 18 đội ↓ 2 suất xuống hạng + 1 suất playoff xuống hạng | Bundesliga 18 đội ↓ 2 suất xuống hạng + 1 suất playoff xuống hạng | Bundesliga 18 đội ↓ 2 suất xuống hạng + 1 suất playoff xuống hạng | Bundesliga 18 đội ↓ 2 suất xuống hạng + 1 suất playoff xuống hạng | Bundesliga 18 đội ↓ 2 suất xuống hạng + 1 suất playoff xuống hạng                                                    | Bundesliga 18 đội ↓ 2 suất xuống hạng + 1 suất playoff xuống hạng                                                    | Bundesliga 18 đội ↓ 2 suất xuống hạng + 1 suất playoff xuống hạng                                                    |
| 2      | 2. Bundesliga 18 đội ↑ 2 suất thăng hạng + 1 suất playoff thăng hạng ↓ 2 suất xuống hạng + 1 suất playoff xuống hạng | 2. Bundesliga 18 đội ↑ 2 suất thăng hạng + 1 suất playoff thăng hạng ↓ 2 suất xuống hạng + 1 suất playoff xuống hạng | 2. Bundesliga 18 đội ↑ 2 suất thăng hạng + 1 suất playoff thăng hạng ↓ 2 suất xuống hạng + 1 suất playoff xuống hạng                                                 | 2. Bundesliga 18 đội ↑ 2 suất thăng hạng + 1 suất playoff thăng hạng ↓ 2 suất xuống hạng + 1 suất playoff xuống hạng | 2. Bundesliga 18 đội ↑ 2 suất thăng hạng + 1 suất playoff thăng hạng ↓ 2 suất xuống hạng + 1 suất playoff xuống hạng | 2. Bundesliga 18 đội ↑ 2 suất thăng hạng + 1 suất playoff thăng hạng ↓ 2 suất xuống hạng + 1 suất playoff xuống hạng | 2. Bundesliga 18 đội ↑ 2 suất thăng hạng + 1 suất playoff thăng hạng ↓ 2 suất xuống hạng + 1 suất playoff xuống hạng |
| 3      | 3. Liga 20 đội ↑ 2 suất thăng hạng + 1 suất playoff thăng hạng ↓ 3 suất xuống hạng | 3. Liga 20 đội ↑ 2 suất thăng hạng + 1 suất playoff thăng hạng ↓ 3 suất xuống hạng | 3. Liga 20 đội ↑ 2 suất thăng hạng + 1 suất playoff thăng hạng ↓ 3 suất xuống hạng                                                                                   | 3. Liga 20 đội ↑ 2 suất thăng hạng + 1 suất playoff thăng hạng ↓ 3 suất xuống hạng | 3. Liga 20 đội ↑ 2 suất thăng hạng + 1 suất playoff thăng hạng ↓ 3 suất xuống hạng                                   | 3. Liga 20 đội ↑ 2 suất thăng hạng + 1 suất playoff thăng hạng ↓ 3 suất xuống hạng                                   | 3. Liga 20 đội ↑ 2 suất thăng hạng + 1 suất playoff thăng hạng ↓ 3 suất xuống hạng                                   |
| 4      | Regionalliga Nord 18 đội ↑ 1 suất playoff thăng hạng ↓ 2 đến 4 suất xuống hạng | Regionalliga Nordost 18 đội ↑ 1 suất playoff thăng hạng ↓ 1 đến 5 suất xuống hạng | Regionalliga West 18 đội ↑ 1 suất playoff thăng hạng ↓ 1 đến 4 suất xuống hạng                                                                                       | Regionalliga Südwest 19 đội ↑ 2 suất playoff thăng hạng ↓ 3 đến 6 suất xuống hạng | Hệ thống giải đấu bang Bavaria ↑ 1 suất playoff thăng hạng                                                           | | |
| 5      | Hệ thống giải đấu bang Hamburg ↑ 1 suất playoff thăng hạng Hệ thống giải đấu bang Bremen ↑ 1 suất playoff thăng hạng Hệ thống giải đấu bang Schleswig-Holstein ↑ 1 suất playoff thăng hạng Hệ thống giải đấu bang Niedersachsen ↑ 1 suất thăng hạng + 1 suất playoff thăng hạng | 2 giải đấu của NOFV-Oberliga 33 đội ↑ 2 suất thăng hạng ↓ 5 đến 11 suất xuống hạng | Hệ thống giải đấu bang Lower Rhine ↑ 1 suất thăng hạng Hệ thống giải đấu bang Middle Rhine ↑ 1 suất thăng hạng Hệ thống giải đấu bang Westphalia ↑ 2 suất thăng hạng | Oberliga Rheinland-Pfalz/Saar 19 đội ↑ 1 đến 2 suất thăng hạng ↓ 3 đến 6 suất xuống hạng Oberliga Baden-Württemberg 18 đội ↑ 1 suất thăng hạng ↓ 3 đến 6 suất xuống hạng Hệ thống giải đấu bang Hesse ↑ 1 suất thăng hạng | | | |
| 6      | | Hệ thống giải đấu bang Mecklenburg-Vorpommern ↑ 1 suất thăng hạng Hệ thống giải đấu bang Brandenburg ↑ 1 suất thăng hạng Hệ thống giải đấu bang Berlin ↑ 1 suất thăng hạng Hệ thống giải đấu bang Saxony-Anhalt ↑ 1 suất thăng hạng Hệ thống giải đấu bang Thuringia ↑ 1 suất thăng hạng Hệ thống giải đấu bang Saxony ↑ 1 đến 2 suất thăng hạng | | Hệ thống giải đấu bang Rhineland ↑ 1 suất thăng hạng lên Oberliga Rheinland-Pfalz/Saar Hệ thống giải đấu bang Saarland ↑ 1 suất thăng hạng lên Oberliga Rheinland-Pfalz/Saar Hệ thống giải đấu bang Tây Nam ↑ 1 suất thăng hạng lên Oberliga Rheinland-Pfalz/Saar Hệ thống giải đấu bang Baden ↑ 1 suất thăng hạng + 1 suất playoff thăng hạng lên Oberliga Baden-Württemberg Hệ thống giải đấu bang Nam Baden ↑ 1 suất thăng hạng + 1 suất playoff thăng hạng lên Oberliga Baden-Württemberg Hệ thống giải đấu bang Württemberg ↑ 1 suất thăng hạng + 1 suất playoff thăng hạng lên Oberliga Baden-Württemberg | | | |

## Hệ thống thi đấu liên bang
Sau mỗi mùa, đội vô địch Bundesliga được trao danh hiệu vô địch bóng đá Đức. Hai đội xếp hạng thấp nhất sẽ xuống hạng và được thay thế bằng hai đội hàng đầu của 2. Bundesliga. Đội xếp hạng thấp thứ 3 Bundesliga và đội xếp hạng tốt thứ ba của 2. Bundesliga sẽ thi đấu play-off để chọn ra đội tham gia Bundesliga năm sau. Hệ thống tương tự áp dụng cho sự lên xuống hạng giữa 2. Bundesliga và 3. Liga.
3 đội xếp hạng thấp nhất của 3. Liga sẽ xuống hạng, và được thay thế bởi 3 đội chiến thắng các trận play-off liên khu vực của các đội hạng 4 Regionalliga.  

## Hệ thống thi đấu khu vực
Trong khi ba cấp độ chuyên nghiệp đầu tiên của hệ thống giải đấu bóng đá Đức đều là một nhánh đấu duy nhất và được tổ chức bởi các cơ quan quản lý toàn quốc, cấp 4 bán chuyên nghiệp Regionalliga gồm 5 đơn vị độc lập, mỗi hiệp hội khu vực và /hoặc bang khác nhau. Ba tổ chức khu vực, là Hiệp hội bóng đá Bắc Đức, Hiệp hội bóng đá Đông Bắc Đức và Hiệp hội bóng đá Tây Đức, từng điều hành một bộ phận thuộc thẩm quyền duy nhất của họ, đó là Regionalliga Nord, Regionalliga Nordost và Regionalliga West. Hai cơ quan khu vực Hiệp hội Bóng đá khu vực Tây Nam và Hiệp hội Bóng đá miền Nam Đức chia sẻ thẩm quyền trên Regionalliga Südwest. Cuối cùng, Hiệp hội bóng đá Bavarian, mặc dù chỉ là một hiệp hội tiểu bang thành viên Hiệp hội Bóng đá Nam Đức, điều hành Regionalliga Bayern, là một trong những hiệp hội bóng đá tiểu bang lớn nhất nước Đức.

Những nhà vô địch 5 giải đấu khu vực không được tự động thăng hạng. Thay vào đó, 5 nhà vô địch, cùng với đội nhì Regionalliga Südwest tham gia vào một vòng play-off loại trực tiếp để chọn ra ba đội thăng hạng lên 3. Liga. 

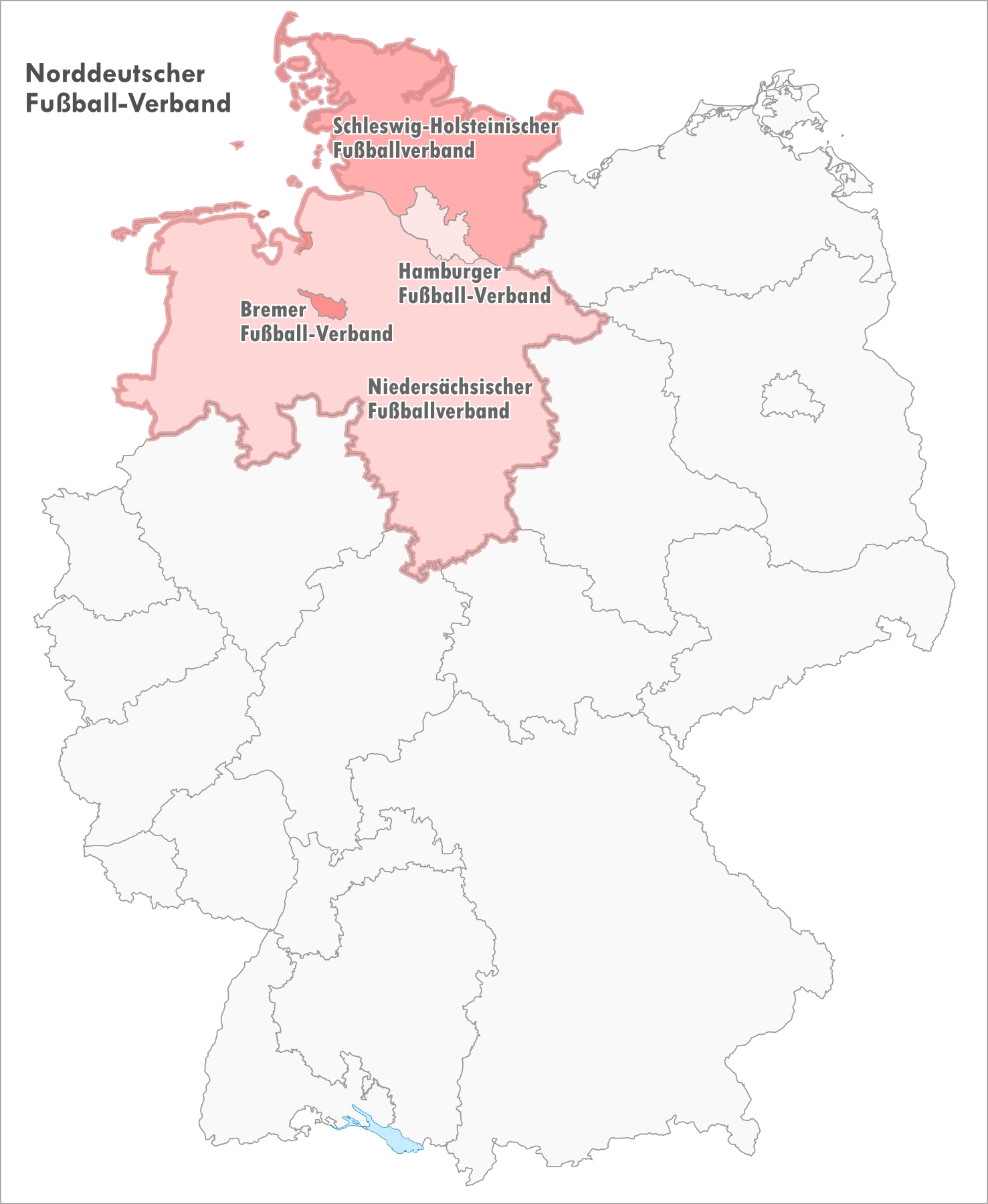
Northern German Football Association
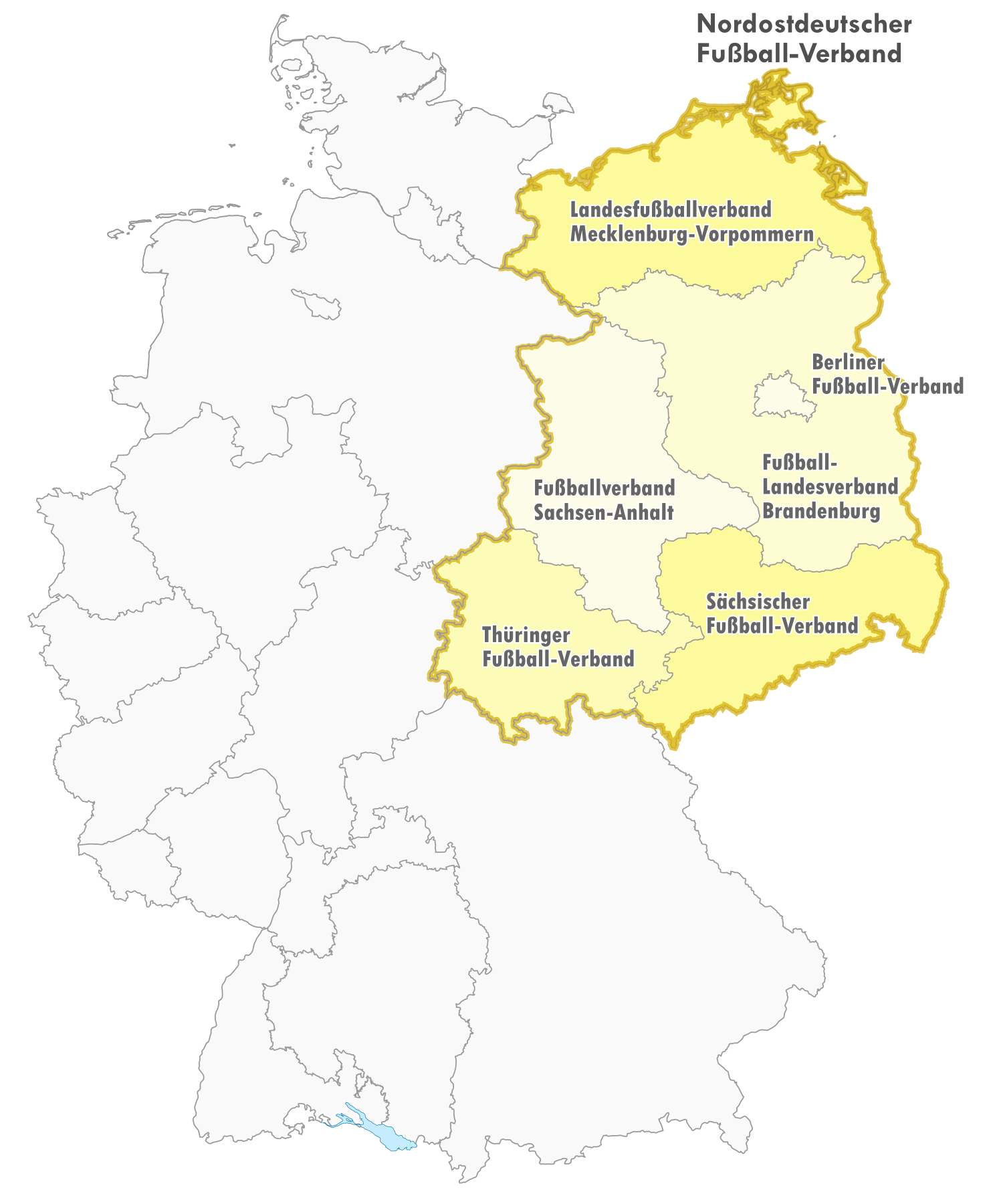
Northeastern German Football Association
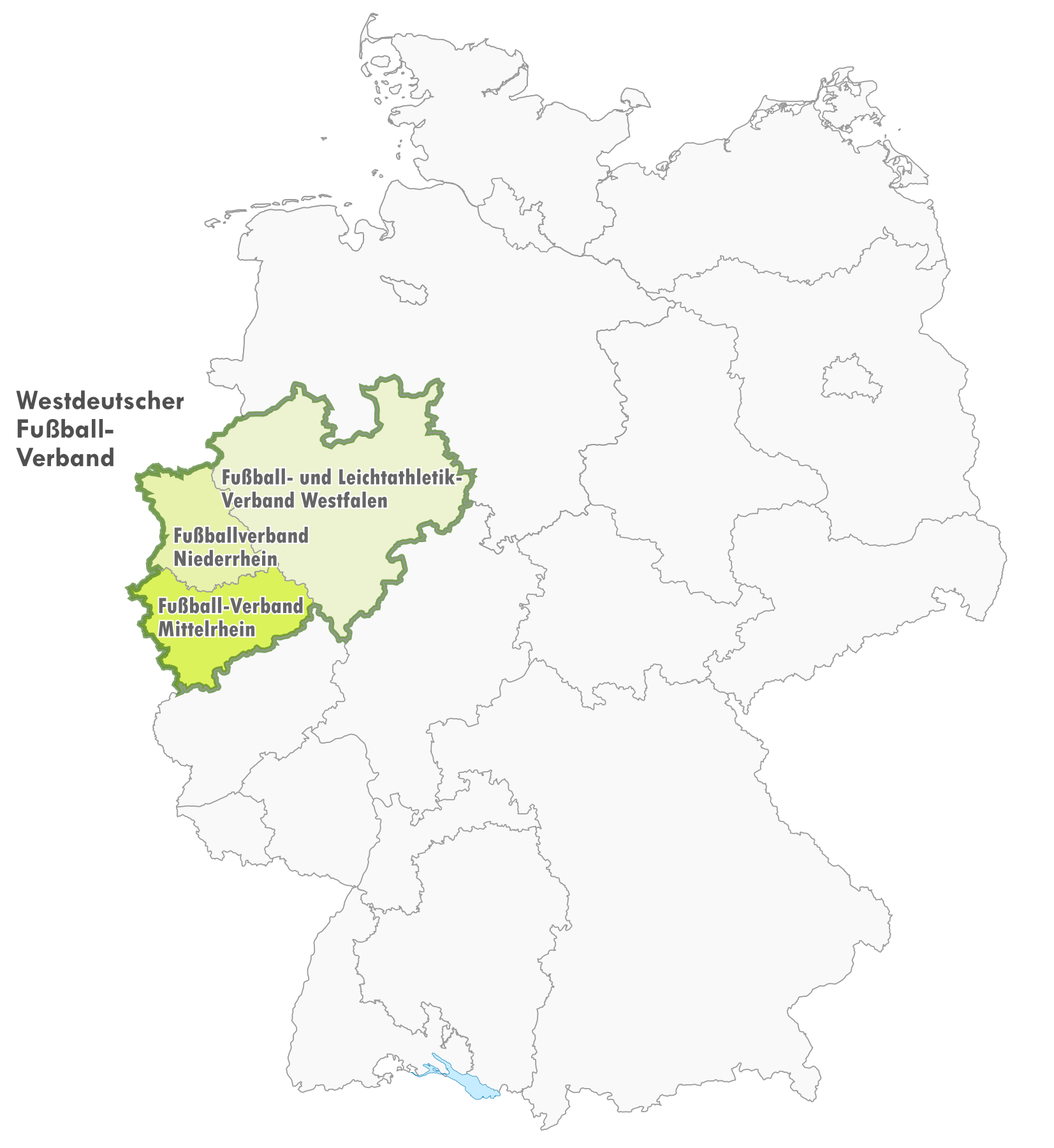
Western German Football Association
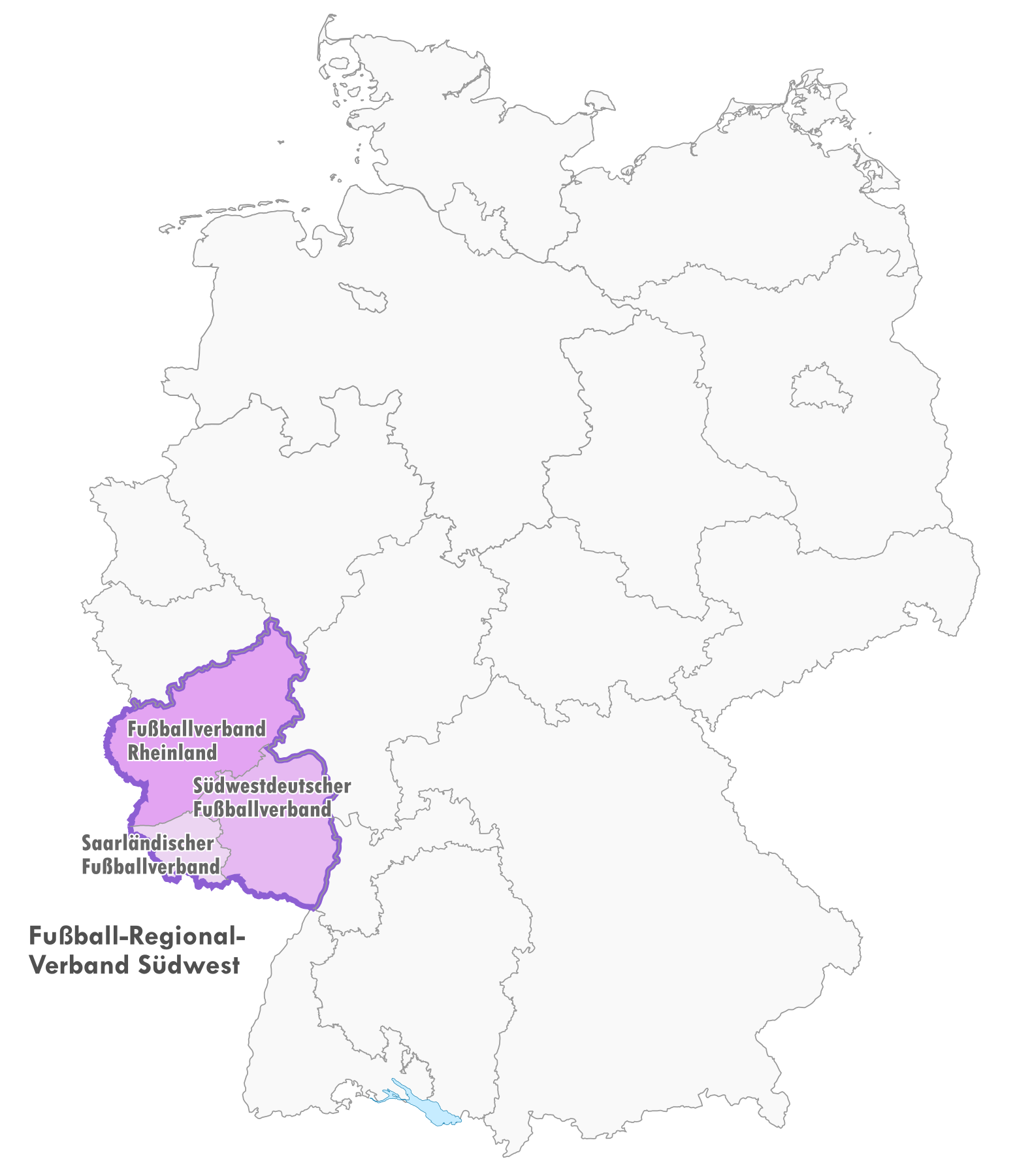
Southwestern Regional Football Association
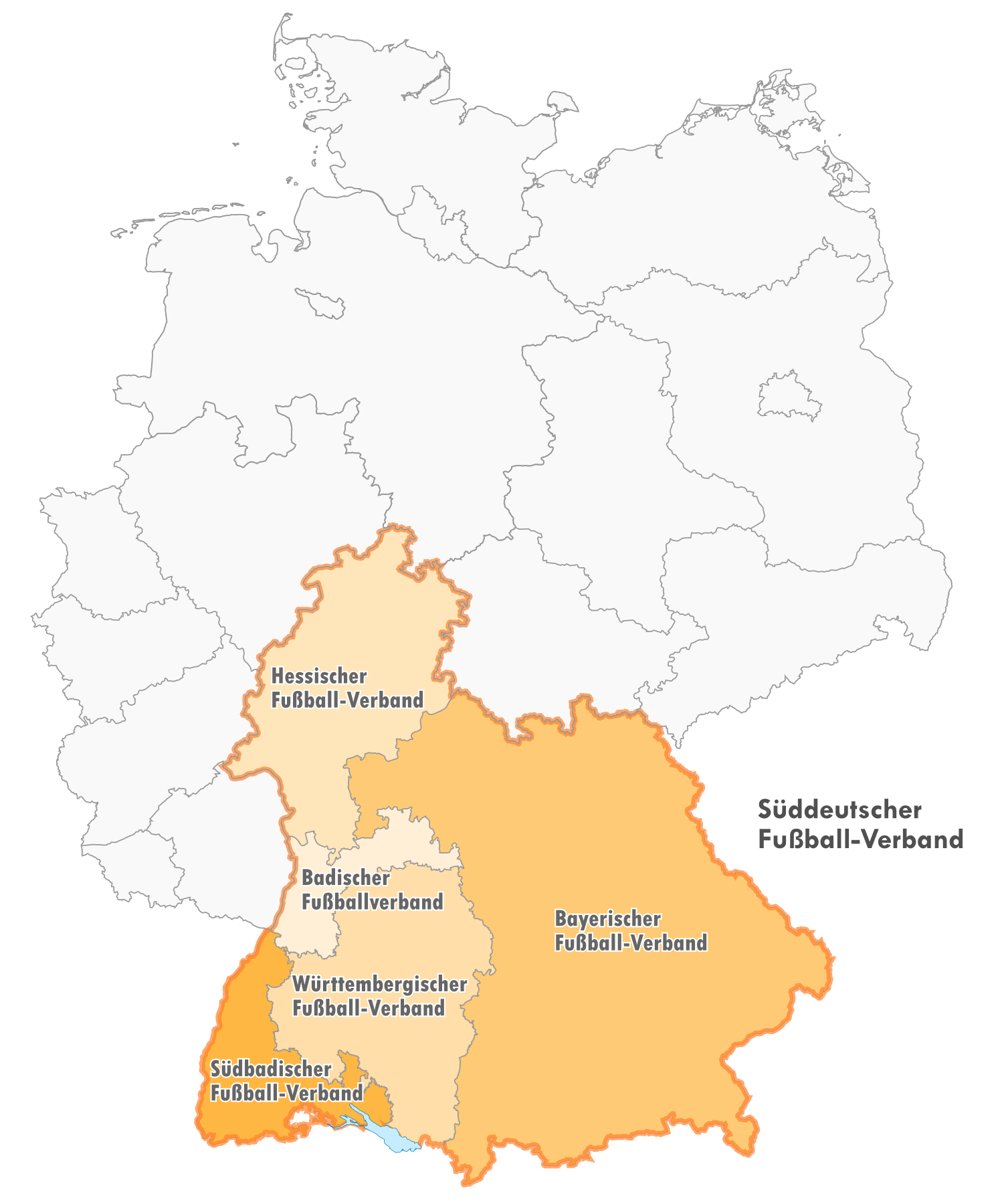
Southern German Football Association

### Bắc Đức
Hiệp hội bóng đá Bắc Đức bao gồm 4 hiệp hội tiểu bang: Bremen, Hamburg, Niedersachsen và Schleswig-Holstein. 

### Đông Bắc Đức
Đông Bắc Đức bao gồm 6 hiệp hội tiểu bang: Berlin, Brandenburg, Mecklenburg-Vorpommern, Saxony, Saxony-Anhalt và Thuringia.
Hiệp hội bóng đá Đông Bắc Đức được thành lập trên cơ sở sáp nhập nền bóng đá Đông Đức cũ và Tây Berlin với nhau. Hầu hết các câu lạc bộ Đông Đức cũ thi đấu tại hệ thống của Đông Bắc Đức, trừ 1 câu lạc bộ Bundesliga (RB Leipzig), 2 câu lạc bộ 2. Bundesliga (Unions Berlin, Dynamo Dresden) và 7 câu lạc bộ 3. Liga thi đấu ở những hạng đấu cao hơn. 

### Tây Đức
Hiệp hội bóng đá Tây Đức bao gồm 3 hiệp hội tiểu bang: Lower Rhine, Middle Rhine, Westphalian. Đây là hiệp hội có nền bóng đá phát triển bậc nhất nước Đức với rất nhiều câu lạc bộ chuyên nghiệp chỉ trên một vùng nhỏ. 

### Tây Nam Đức
Hiệp hội bóng đá Tây Đức bao gồm 3 hiệp hội bóng đá tiểu bang: Rhineland-Palatinate, Sudwest và Saarland. Hiệp hội bao gồm tất cả các câu lạc bộ của Bảo hộ Saar, một vùng lãnh thổ độc lập khỏi Đức sau thế chiến II, và được quay trở lại Đức năm 1957. 

### Nam Đức
Hiệp hội bóng đá Nam Đức gồm các hiệp hội tiểu bang: Bayern, Baden, Hesse, South Baden và Württemberg. 
Hiệp hội Bayern là hiệp hội tiểu bang lớn nhất, tổ chức một giải khu vực riêng từ hạng 4. Các hiệp hội tiểu bang khác kết hợp với Hiệp hội khu vực Tây Nam tổ chức chung một giải hạng 4. 

## Hệ thống thi đấu tiểu bang
Hệ thống thi đấu được chia thành 21 liên đoàn tiểu bang, về cơ bản tương ứng với 16 tiểu bang của Đức, trừ một số tiểu bang được chia nhỏ thành vài liên đoàn tiểu bang khác nhau. Mỗi liên đoàn tiểu bang tổ chức một hệ thống thi đấu của riêng mình, tương tự như hệ thống thi đấu của toàn nước Đức.
Mỗi liên đoàn tiểu bang cũng tổ chức một cuộc thi cúp tiểu bang. 21 đội vô địch các tiểu bang, cùng với 3 đội nhì từ 3 tiểu bang xác định là 24 đội nghiệp dư tham gia vào cúp quốc gia Đức năm sau. 40 đội chuyên nghiệp cũng tham gia cúp quốc gia Đức là 18 đội Bundesliga, 18 đội 2. Bundesliga và 4 đội xuất sắc nhất 3. Liga.

## Giải đấu cúp
Đức có 2 giải đấu cúp chính thức là Cúp bóng đá Đức và Siêu cúp Đức.
Cúp quốc gia Đức được cạnh tranh bởi 64 đội, gồm 40 đội chuyên nghiệp và 24 đội nghiệp dư vô địch các cúp tiểu bang. Các đội thi đấu theo thể thức loại trực tiếp một trận, thi đấu trên sân nhà của đội ở hạng đấu thấp hơn. Trận chung kết được diễn ra tại một thành phố xác định, thường là Berlin.
Siêu cúp Đức được tổ chức vào tháng 8, ngay trước mùa giải mới, là một trận đấu duy nhất giữa 2 đội vô địch Bundesliga và Cúp quốc gia Đức. Nếu một đội nắm cả hai danh hiệu thì đội nhì Bundesliga sẽ thay thế.
Đức cũng có một cúp liên đoàn đã bãi bỏ, được tổ chức từ 1989 đến 2008, là cuộc cạnh tranh giữa 4 đội xếp hạng cao nhất Bundesliga, đội vô địch cúp quốc gia đức và đội vô địch 2. Bundesliga. Cúp này đã được bãi bỏ và sáp nhập vào Siêu cúp Đức sau mùa 2008, khi mà các cầu thủ Đức phải căng sức thi đấu trên nhiều mặt trận, nhất là Euro 2008. Một vài cúp kế thừa hình thức thi đấu tương tự như Telecom Cup, nhưng không phải là giải đấu chính thức của DFB.

## Cúp quốc tế
4 đội bóng xếp hạng cao nhất của Bundesliga sẽ tham gia vào vòng bảng UEFA Champions League. Đội vô địch cúp quốc gia Đức và đội thứ 5 Bundesliga tham gia vào vòng bảng UEFA Europa League, đội thứ 6 tham gia vào vòng loại thứ 2 UEFA Europa League. Sự phân phối này bắt đầu từ năm 2018. Nếu đội vô địch cúp quốc gia Đức cũng đủ điều kiện thông qua giải đấu Bundesliga, suất tham dự sẽ được trao cho đội xếp hạng tốt tiếp theo trong Bundesliga.
Tùy theo thành tích thi đấu tại châu Âu, các đội có thể tham gia thêm vào Siêu Cúp châu Âu hoặc FIFA Club World Cup. Bayern Munich đã vô địch FIFA Club World Cup 2013.